# Cleistocactus colademononis
Cleistocactus colademononis ist eine Pflanzenart aus der Gattung Cleistocactus in der Familie der Kakteengewächse (Cactaceae). Der Artname bedeutet Affenschwanz und bezieht sich auf das Aussehen der reich behaarten Pflanzenkörper.

## Beschreibung

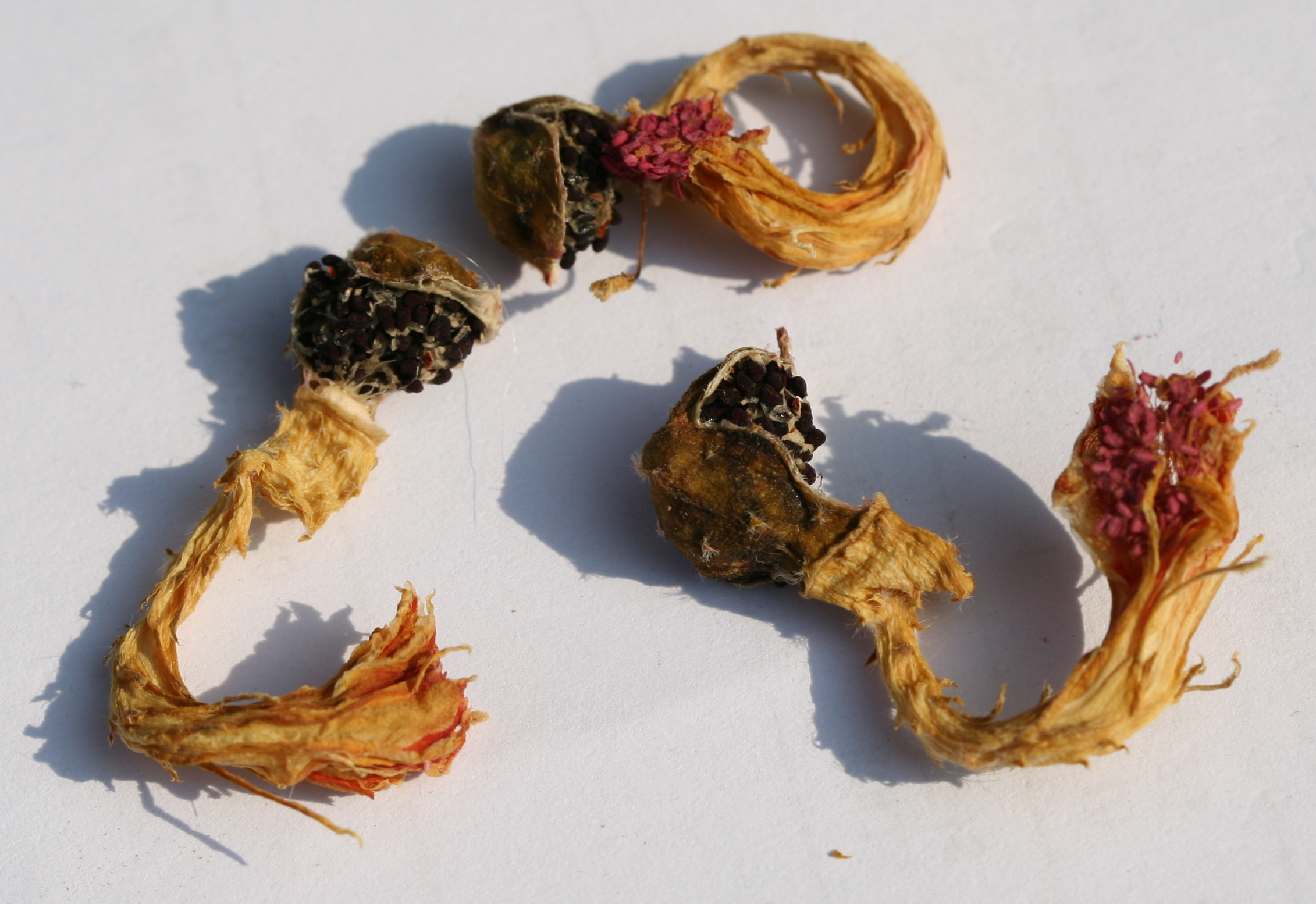
Reife Früchte und Samen

Cleistocactus colademononis wächst hängend, sich an der Basis verzweigend und wird bis zu 2,5 Meter lang. Der Durchmesser der hellgrünen Körper beträgt 3 bis 7 Zentimeter. Die 14 bis 20 niedrigen Rippen sind mit Areolen in Abständen von 3 bis 6 Millimetern besetzt. Aus ihnen entspringen (0 bis) 4 bis 8 mehr oder weniger abwärts gerichtete, borstenartige gelbliche und 20 bis 50 haarförmige, weiße, 4 bis 8 (bis 12) Zentimeter lange Dornen. Die haarförmigen Dornen wachsen nach.
Die Blüte ist zygomorph, 7 bis 8 Zentimeter lang und kräftig rot gefärbt. Sie erscheint fast horizontal an der Areole stehend. Die Frucht ist mehr oder weniger kugelig, rötlich und hat einen Durchmesser von 8 bis 12 Millimeter. Nach dem Trocknen reißt sie längs auf. Die Samen sind schwarz, 1,1 bis 1,4 Millimeter lang und etwas gebogen. Sie keimen leicht.

## Verbreitung und Systematik
Cleistocactus colademononis kommt nur im bolivianischen Departamento Santa Cruz in der Provinz Florida, etwa 30 Kilometer östlich von Samaipata, auf dem Berg Cerro el Fraile, unterhalb von 1500 Meter Höhe in feuchtem Klima vor. Er wächst hängend, an steilen Felswänden. Die Erstbeschreibung als Hildewintera colademononis erfolgte 2003 durch Lothar Diers und Wolfgang Krahn. Roy Mottram stellte die Art 2006 in die Gattung Cleistocactus.
Synonyme sind:
- Cleistocactus winteri subsp. colademono D.R.Hunt
- Winterocereus colademononis (Diers & Krahn) Metzing & R.Kiesling
- Hildewintera polonica V.Foik & Foik

## Nachweise